# Kosz nemzetközi repülőtér
A Kosz nemzetközi repülőtér (görög nyelven: Διεθνής Αερολιμένας Κω "Ιπποκράτης") (IATA: KGS, ICAO: LGKO) Görögország egyik nemzetközi repülőtere, amely Kosz szigetén található. Éves utasforgalma 2 666 307 fő (2018).

## Légitársaságok és úticélok
2025-ben a Kosz nemzetközi repülőtérről az alábbi járatok indulnak (Utoljára frissítve: 2025-02-9):
| Légitársaság                    | Célállomások |
| ------------------------------- | --- |
| Aegean Airlines                 | Athens, Thessaloniki Szezonális: Heraklion (kezdődik 2025 június 2-től) |
| Aer Lingus                      | Szezonális: Dublin |
| airBaltic                       | Szezonális: Riga |
| Air Serbia                      | Szezonális charter: Belgrád |
| Arkia                           | Szezonális: Tel Aviv |
| Austrian Airlines               | Szezonális: Bécs |
| Bluebird Airways                | Szezonális: Tel Aviv |
| Braathens International Airways | Szezonális charter: Gothenburg, Stockholm-Arlanda |
| British Airways                 | Szezonális: London–Gatwick, London–Heathrow |
| Brüsszel Airlines               | Szezonális: Brüsszel |
| Buzz                            | Szezonális charter: Katowice |
| Chair Airlines                  | Szezonális: Zürich |
| Condor                          | Szezonális: Düsseldorf, Frankfurt, Hamburg, Leipzig/Halle, München, Stuttgart, Zürich                                                                                       |
| Corendon Airlines               | Szezonális: Köln/Bonn, Düsseldorf, Hannover, Nuremberg |
| Corendon Dutch Airlines         | Szezonális: Amszterdam, Brüsszel, Maastricht/Aachen |
| Discover Airlines               | Szezonális: Frankfurt, München |
| easyJet                         | Szezonális: Berlin, Birmingham, Bristol, Glasgow, Liverpool, London–Gatwick, Lyon, Manchester, Milan–Malpensa, Naples, Venice                                               |
| Edelweiss Air                   | Szezonális: Zürich |
| Enter Air                       | Szezonális charter: Gdańsk, Katowice, Varsó–Chopin |
| European Air Charter            | Szezonális charter: Linz |
| Eurowings                       | Szezonális: Berlin, Köln/Bonn, Dusseldorf, Graz, Hamburg, Innsbruck, Linz (kezdődik 2025 május 11-től), Nuremberg Salzburg, Stuttgart                                       |
| Helvetic Airways                | Szezonális: Bern, Zürich |
| Jet2.com                        | Szezonális: Birmingham, Bournemouth (kezdődik 29 July 2026), Bristol, East Midlands, Edinburgh, Leeds/Bradford, Liverpool, London–Stansted, Manchester, Newcastle upon Tyne |
| Leav Aviation                   | Szezonális: Köln/Bonn |
| Lufthansa                       | Szezonális: Frankfurt |
| Luxair                          | Szezonális: Luxembourg |
| Marabu                          | Szezonális: Hamburg, München |
| Neos                            | Szezonális: Bergamo, Bologna, Milan–Malpensa, Verona |
| Ryanair                         | Szezonális: Bari, Bergamo, Berlin, Bologna, Dublin, London–Stansted, Milan–Malpensa, Pisa, Róma–Fiumicino, Treviso, Bécs, Weeze, Zágráb                                     |
| Scandinavian Airlines           | Szezonális charter: Koppenhága, Oslo, Stavanger, Stockholm–Arlanda |
| Sky Express                     | Astypalaia, Athens, Heraklion, Kalymnos, Leros, Rhodes Szezonális: Amszterdam Szezonális charter: Bratislava, Weeze                                                         |
| SmartLynx Airlines              | Szezonális charter: Münster/Osnabrück |
| Smartwings                      | Szezonális: Bratislava, Brno, Ostrava, Prága, Varsó–Chopin |
| Sunclass Airlines               | Szezonális charter: Oslo |
| Sundair                         | Szezonális: Berlin, Bremen, Dresden |
| Swiss International Air Lines   | Szezonális: Genf |
| Trade Air                       | Szezonális charter: Ljubljana |
| Transavia                       | Szezonális: Amszterdam, Eindhoven, Párizs–Orly, Rotterdam/The Hague |
| TUI Airways                     | Szezonális: Belfast–International, Birmingham, Bristol, Cardiff, Dublin, East Midlands, London–Gatwick, London–Luton, Manchester, Newcastle upon Tyne                       |
| TUI fly Belgium                 | Szezonális: Brüsszel |
| TUI fly Deutschland             | Szezonális: Düsseldorf, Frankfurt, Hannover, München, Stuttgart |
| TUI fly Netherlands             | Szezonális: Amszterdam, Eindhoven, Groningen, Rotterdam |
| Wizz Air                        | Szezonális: Róma–Fiumicino |

## Futópályák
A repülőtér futópályái:
- 14/32

## Forgalom
Az utasforgalom az elmúlt években az alábbi módon változott:
| Utasok száma | 1 255 267 | 1 159 575 | 1 578 156 | 1 462 683 | 1 573 117 | 1 627 240 | 2 028 618 | 1 901 495 | 2 676 644 | 2 791 590 |
|              | 1994      | 1997      | 2000      | 2003      | 2006      | 2010      | 2013      | 2016      | 2019      | 2022      |